# Ataenius gilesi
Ataenius gilesi är en skalbaggsart som beskrevs av Zdzisława Stebnicka och Henry Fuller Howden 1997. Ataenius gilesi ingår i släktet Ataenius och familjen Aphodiidae. Inga underarter finns listade.